# Allium chamarense
Allium chamarense là một loài thực vật có hoa trong họ Amaryllidaceae. Loài này được M.M.Ivanova mô tả khoa học đầu tiên năm 1965.